# Campyloneurus
Campyloneurus är ett släkte av steklar. Campyloneurus ingår i familjen bracksteklar.

## Dottertaxa tillCampyloneurus, i alfabetisk ordning[1]
- Campyloneurus albicans
- Campyloneurus alkmaarensis
- Campyloneurus angulosus
- Campyloneurus apicalis
- Campyloneurus ater
- Campyloneurus australiensis
- Campyloneurus basalis
- Campyloneurus basiornatus
- Campyloneurus batavianus
- Campyloneurus bicarinatus
- Campyloneurus bicolor
- Campyloneurus biplicatus
- Campyloneurus brevistriolatus
- Campyloneurus brunneomaculatus
- Campyloneurus camerunus
- Campyloneurus campbelli
- Campyloneurus carinogastra
- Campyloneurus cilles
- Campyloneurus cingulicauda
- Campyloneurus concolor
- Campyloneurus consimilis
- Campyloneurus crassipes
- Campyloneurus crassitarsis
- Campyloneurus cultricaudis
- Campyloneurus durbanensis
- Campyloneurus elegans
- Campyloneurus emaillatus
- Campyloneurus enderleini
- Campyloneurus erythrothorax
- Campyloneurus exoletus
- Campyloneurus firmus
- Campyloneurus flavicosta
- Campyloneurus flavimarginatus
- Campyloneurus fulvipennis
- Campyloneurus fuscipennis
- Campyloneurus gibbiventris
- Campyloneurus haragamensis
- Campyloneurus heterospilus
- Campyloneurus heuvelensis
- Campyloneurus hindostanus
- Campyloneurus hirpinus
- Campyloneurus hirtipes
- Campyloneurus impressimargo
- Campyloneurus insulicolus
- Campyloneurus itea
- Campyloneurus kirbyi
- Campyloneurus lacciphagus
- Campyloneurus latesuturalis
- Campyloneurus latispeculum
- Campyloneurus limbaticauda
- Campyloneurus lineaticaudis
- Campyloneurus liogaster
- Campyloneurus maculiceps
- Campyloneurus maculistigma
- Campyloneurus manni
- Campyloneurus marginiventris
- Campyloneurus maynei
- Campyloneurus mediator
- Campyloneurus melanosoma
- Campyloneurus melas
- Campyloneurus meridionalis
- Campyloneurus nigricosta
- Campyloneurus nigrithorax
- Campyloneurus pallidus
- Campyloneurus persimilis
- Campyloneurus phosphor
- Campyloneurus pilitarsis
- Campyloneurus praeclarus
- Campyloneurus praepotens
- Campyloneurus profugus
- Campyloneurus punctativentris
- Campyloneurus quadrifasciatus
- Campyloneurus radiator
- Campyloneurus resolutus
- Campyloneurus reticulatus
- Campyloneurus rotundatus
- Campyloneurus rubrituberculatus
- Campyloneurus rufus
- Campyloneurus rugosus
- Campyloneurus saitis
- Campyloneurus serenans
- Campyloneurus serenimanus
- Campyloneurus sexfasciatus
- Campyloneurus sikkimensis
- Campyloneurus similis
- Campyloneurus speculiger
- Campyloneurus spilopus
- Campyloneurus striatus
- Campyloneurus striolatus
- Campyloneurus suspectus
- Campyloneurus tenuilineatus
- Campyloneurus tibialis
- Campyloneurus transiens
- Campyloneurus tricarinatus
- Campyloneurus trispeculatus
- Campyloneurus umbratilus
- Campyloneurus undicuneus
- Campyloneurus wissmanni
- Campyloneurus xanthurus